# Malaquies (Israel)
Malaquies o Qiryat Malakhí és una ciutat del districte del Sud d'Israel. Es fundà l'any 1951 per acollir els immigrants, principalment dels Estats Units i, en la darrera dècada, d'Etiòpia. El nom, que pot anar en català prefixat o no amb "Quiriat-" (en hebreu, ciutat), prové del profeta Malaquies, nom que significa àngel. Es pot utilitzar també la transcripció moderna Malakhí.

## Demografia
Segons l'Oficina Central d'Estadística d'Israel (CBS), la població de la ciutat era, l'any 2001, un 100% jueva o no-àrab, i no hi havia un nombre significatiu d'àrabs.
L'any 2001 hi havia 9.600 homes i 9.400 dones. La població de la ciutat es compon en un 41,6% de persones de menys de 20 anys, un 16,9% de persones d'entre 20 i 29 anys, un 17,8% d'entre 30 i 44, un 14,1% d'entre 45 i 59, un 2,8% d'entre 60 i 64, i un 6,8% de majors de 65. La taxa de creixement de la població aquell mateix any era de -1,2%.

## Ingressos
Segons la CBS, l'any 2000 hi havia 5.692 empleats i 458 autònoms a la ciutat. El salari mensual mitjà de la ciutat per als empleats era de 3.513 nous shequels. El salari mitjà dels homes era de 4.558 nous shequels i el de les dones era de 2.405 nous shequels. Els ingressos mitjans dels autònoms eren de 5.471 nous shequels. 472 persones rebien prestació d'atur i 3.301 ajuda social.

## Ensenyament
Segons la CBS, hi ha 15 centres educatius i 4.909 estudiants a la ciutat. Hi ha 10 escoles primàries amb 2.867 estudiants i 9 escoles secundàries amb 2.042 estudiants. L'any 2001, un 47,9% dels estudiants d'últim curs de secundària es van graduar.